# Ophisma stigmatifera
Ophisma stigmatifera là một loài bướm đêm trong họ Erebidae.